# Daniela Fejerman
Daniela Fejerman (1964) és una directora i guionista de cinema argentina. Llicenciada en Psicologia. Ha treballat durant 11 anys al costat d'Inés París i és germana del músic argentí Andy Chango. Ha estat Nominada al Goya per al millor director novell al costat d'Inés París per A mi madre le gustan las mujeres

## Filmografia
- 7 minutos, directora i guionista amb Ángeles González-Sinde. (2009)
- Semen, una historia de amor, directora i guionista amb Inés París. (2005)
- A mi madre le gustan las mujeres, directora i guionista amb Inés París. (2002)
- Sé quién eres, guionista (2000)
- Vamos a dejarlo, directora i guionista amb Inés París. (1999)